# Senado de Palaos
El Senado de Palaos es junto a la Cámara de Delegados el órgano que ostenta el poder legislativo de Palaos.

## Presidentes de la Cámara de Delegados (1981-presente)
| Nombre             | Legislatura     | Período                                   | Notas       |
| ------------------ | --------------- | ----------------------------------------- | ----------- |
| Kaleb Udui         | 1.ª             | enero de 1981 - noviembre de 1984         | [ 3 ] [ 4 ] |
| Isidoro Rudimch    | 2.ª             | enero de 1985 – octubre de 1986           | [ 3 ]       |
| Joshua Koshiba     | 2.ª             | octubre de 1986 – diciembre de 1988       | [ 3 ]       |
| Joshua Koshiba     | 3.ª             | enero de 1989 - 1991                      | [ 3 ]       |
| Isidoro Rudimch    | 3.ª             | 1991 - noviembre de 1992                  | [ 3 ] [ 5 ] |
| Peter Sugiyama     | 4.ª             | enero de 1993 - noviembre de 1996         | [ 3 ] [ 5 ] |
| Isidoro Rudimch    | 5.ª             | febrero de 1997 – 31 de agosto de 1999    | [ 3 ] [ 6 ] |
| Seit Andres        | 5.ª             | septiembre de 1999 – diciembre de 2000    | [ 3 ] [ 7 ] |
| Seit Andres        | 6.ª             | enero de 2001 - diciembre de 2004         | [ 7 ]       |
| Surangel S. Whipps | 7.ª             | enero de 2005 - abril de 2005             | [ 8 ]       |
| Johnny Reklai      | 7.ª             | abril de 2005 - marzo de 2007             | [ 9 ]       |
| Joshua Koshiba     | 7.ª             | 27 de marzo de 2007 – 25 de abril de 2007 | [ 9 ]       |
| Surangel S. Whipps | 7.ª             | 25 de abril de 2007 – 15 de enero de 2009 | [ 8 ]       |
| Mlib Tmetuchl      | 8.ª             | 15 de enero de 2009 – 16 de enero de 2013 | [ 10 ]      |
| Camsek Chin        | 9.ª             | 16 de enero de 2013 – 19 de enero de 2017 | [ 11 ]      |
| Hokkons Baules     | 10.ª, 11.ª,12.ª | 19 de enero de 2017 –                     | [ 12 ]      |